# Green Bay Packers 1947
La stagione 1947 dei Green Bay Packers è stata la 27ª della franchigia nella National Football League. La squadra, allenata da Curly Lambeau, ebbe un record di 6-5-1, terminando terza a pari merito nella NFL Western division. 

## Roster
| Roster dei Green Bay Packers nel 1947 |
| --- |
| Quarterback - Jack Jacobs Running Back - Tony Canadeo - Ed Cody - Bob Forte - Ted Fritsch - Jim Gillette - Bob McDougal - Walt Schlinkman - Bruce Smith Wide Receiver - Larry Craig - Clyde Goodnight - John Kovatch - Nolan Luhn - Gene Wilson Tight End {{{te}}} Offensive Linemen - Ed Bell - Charley Brock - Ray Clemons - Tiny Croft - Ralph Davis - Bob Flowers - Aldo Forte - Lester Gatewood - Urban Odson - Baby Ray - Damon Tassos - Dick Wildung Defensive Linemen - Paul Lipscomb - Ed Neal - Bob Skoglund - Don Wells Linebacker {{{lb}}} Defensive Back - Irv Comp - Ken Keuper - Roy McKay - Herm Rohrig Special Team - Ward Cuff |
| Legenda - I rookie sono in corsivo. - Il primo ruolo è il principale mentre gli eventuali successivi indicano i ruoli secondari. - (IR) sta per Injured Reserve ed indica la lista ristretta per un solo giocatore infortunato che può tornare ad allenarsi dopo la settimana 6 e a rientrare in prima squadra dopo che questa ha giocato 8 partite. - (NF-Inj.) / (NF-Ill.) stanno rispettivamente per Non-Football Injured e Non-Football Illness ed indicano le liste dove viene inserito un giocatore che ha un infortunio o una malattia non dipendente dal football americano. - (PUP) sta per Physically Unable to Perform ed indica la lista dove viene inserito un giocatore mentre è in attesa di recuperare la condizione fisica. Nella stagione regolare dopo la sesta partita giocata dalla propria squadra, il giocatore ha tempo tre settimane per riprendere ad allenarsi, più tre settimane aggiuntive dal suo rientro agli allenamenti per rientrare in prima squadra. |

## Calendario
| Stagione regolare |                    |                        |                    |                    |                               |                    |
| Turno             | Data               | Avversario             | Risultato          | Record             | Stadio                        | Sintesi            |
| 1                 | Settimana di pausa | Settimana di pausa     | Settimana di pausa | Settimana di pausa | Settimana di pausa            | Settimana di pausa |
| 2                 | 28 settembre       | Chicago Bears          | V 29–20            | 1–0                | City Stadium                  | Recap              |
| 3                 | 5 ottobre          | Los Angeles Rams       | V 17–14            | 2–0                | Wisconsin State Fair Park     | Recap              |
| 4                 | 12 ottobre         | Chicago Cardinals      | S 10–14            | 2–1                | City Stadium                  | Recap              |
| 5                 | 19 ottobre         | Washington Redskins    | V 27–10            | 3–1                | Wisconsin State Fair Park     | Recap              |
| 6                 | 26 ottobre         | Detroit Lions          | V 34–17            | 4–1                | City Stadium                  | Recap              |
| 7                 | 2 novembre         | Pittsburgh Steelers    | S 17–18            | 4–2                | Wisconsin State Fair Park     | Recap              |
| 8                 | 9 novembre         | at Chicago Bears       | S 17–20            | 4–3                | Wrigley Field                 | Recap              |
| 9                 | 16 novembre        | at Chicago Cardinals   | S 20–21            | 4–4                | Comiskey Park                 | Recap              |
| 10                | 23 novembre        | at New York Giants     | P 24–24            | 4–4–1              | Polo Grounds                  | Recap              |
| 11                | 30 novembre        | at Los Angeles Rams    | V 30–10            | 5–4–1              | Los Angeles Memorial Coliseum | Recap              |
| 12                | 7 dicembre         | at Detroit Lions       | V 35–14            | 6–4–1              | Briggs Stadium                | Recap              |
| 13                | 14 dicembre        | at Philadelphia Eagles | S 14–28            | 6–5–1              | Shibe Park                    | Recap              |

Note: gli avversari della propria division in grassetto.

## Classifiche
| NFL Western Division |   |   |   |      |     |     |     |     |
|                      | V | S | P | %    | DIV | PF  | PS  | STR |
| Chicago Cardinals    | 9 | 3 | 0 | .750 | 7–1 | 306 | 231 | V2  |
| Chicago Bears        | 8 | 4 | 0 | .667 | 4–4 | 363 | 241 | S2  |
| Green Bay Packers    | 6 | 5 | 1 | .545 | 5–3 | 274 | 210 | S1  |
| Los Angeles Rams     | 6 | 6 | 0 | .500 | 4–4 | 259 | 214 | V2  |
| Detroit Lions        | 3 | 9 | 0 | .250 | 0–8 | 231 | 305 | S3  |

Nota:  i pareggi non venivano conteggiati ai fini della classifica fino al 1972.